# Amerikai Virgin-szigetek kormányzóinak listája
Ez a lista az Amerikai Egyesült Államok Amerikai Virgin-szigetek nevű külbirtokának kormányzóit sorolja föl. A Virgin-szigetek őslakosai karibi törzsek és aravakok voltak, a szigetekre az európaiak közül Kolumbusz jutott el elsőként 1493-ban, második útján, és ő nevezte el Szent Orsolyáról és az őt követő szűz nővérekről. A következő háromszáz évben a szigetek gyakran cseréltek gazdát különböző európai hatalmak közt, így például volt spanyolok, angolok, hollandok, dánok, franciák, sőt a Máltai lovagrend fennhatósága alatt is. A Dán Nyugat-indiai Társaság 1672-ben telepedett le St. Thomason és 1694-ben St. Johnon. St. Croix-t 1733-ban vásárolták meg Franciaországtól. 1754-ben váltak dán koronagyarmattá.
A 18. és 19. században a rabszolgák által megművelt cukornádültetvények jelentették a gazdaság alapját, erre az időre tehető az első felvirágzás kora. A rabszolgaságot 1848. július 3-án törölte el Peter von Scholten kormányzó. A gazdaság ezután hanyatlásnak indult, a dán államkincstár többször is kénytelen volt jelentős összegekkel támogatni a szigeteket. A 20. század elején már fölmerült a szigetek Egyesült Államoknak történő eladása, de az üzlet egy ideig nem jött létre, Dánia próbálta reformokkal segíteni távoli birtokait. Az I. világháború, és azon belül a tengeralattjáró-háború miatt az amerikaiak aggódni kezdtek, hogy a szigetek német kézre kerülhetnek, ezért újra terítékre került a tulajdonosváltás. Néhány hónapnyi tárgyalás után akkori áron 25 millió dolláros árban egyeztek ki a felek, a megállapodást nagy többséggel szavazta meg a dán parlament. A megállapodást 1917. január 17-én ratifikálták és március 31-én lépett hatályba, ekkor nevezték át a területet Amerikai Virgin-szigeteknek. 1927-ben a szigetek lakosai amerikai állampolgárságot kaptak.
A kormányzói széket négy évre lehet elnyerni.
Jelenleg hivatalban a 9. kormányzó, a demokrata Albert Bryan tölti be a tisztséget 2019. január 7-től.
A pártmegoszlás az alábbi volt:
- Demokrata: 4
- Republikánus: 2
- Independent Citizens Movement: 2
- Független: 2

## A haditengerészet által kijelölt kormányzók (1917–1931)
| Kép | Kormányzó                   | Hivatali idő |
| --- | --------------------------- | ------------ |
|     | Edwin Taylor Pollock        | 1917         |
|     | James Harrison Oliver       | 1917 – 1919  |
|     | Joseph Wallace Oman         | 1919 – 1921  |
|     | Sumner Ely Wetmore Kittelle | 1921 – 1922  |
|     | Henry Hughes Hough          | 1922 – 1923  |
|     | Philip Williams             | 1923 – 1925  |
|     | Martin Edwin Trench         | 1925 – 1927  |
|     | Waldo A. Evans              | 1927 – 1931  |

## Kinevezett polgári kormányzók (1931–1969)
| Kép | Kormányzó                 | Hivatali idő kezdete | Hivatali idő vége    | Kinevező elnök neve      |
| --- | ------------------------- | -------------------- | -------------------- | ------------------------ |
|     | Paul Martin Pearson       | 1931. március 18.    | 1935. augusztus 21.  | Herbert Hoover           |
|     | Robert Herrick            | 1935                 | 1935                 | helyettesként            |
|     | Lawrence William Cramer   | 1935. augusztus 21.  | 1940. december 14.   | Franklin D. Roosevelt    |
|     | Robert Morss Lovett       | 1940. december 14.   | 1941. február 3.     | Franklin D. Roosevelt    |
|     | Charles Harwood           | 1941. február 6.     | 1946. május 18.      | Franklin D. Roosevelt    |
|     | William H. Hastie         | 1946. május 18.      | 1949. október 21.    | Harry S. Truman          |
|     | Morris Fidanque de Castro | 1949. október 21.    | 1954. április 9.     | Harry S. Truman          |
|     | Archie Alexander          | 1954. április 9.     | 1955. augusztus 18.  | Dwight D. Eisenhower     |
|     | Charles Kenneth Claunch   | 1955. augusztus 18.  | 1955. október 31.    | helyettes kormányzó      |
|     | Walter A. Gordon          | 1955. október 31.    | 1958. szeptember 25. | Dwight D. Eisenhower     |
|     | John David Merwin         | 1958. szeptember 25. | 1961. január 1.      | Dwight D. Eisenhower     |
|     | Ralph Moses Paiewonsky    | 1961. január 1.      | 1969. február 1.     | John Fitzgerald Kennedy  |
|     | Cyril Emmanuel King       | 1969. február 1.     | 1969. július 1       | ideiglenes kormányzóként |

## Az Amerikai Virgin-szigetek közvetlenül választott kormányzói
| Amerikai Virgin-szigetek kormányzóinak listája                 | Amerikai Virgin-szigetek kormányzóinak listája                 | Amerikai Virgin-szigetek kormányzóinak listája                 | Amerikai Virgin-szigetek kormányzóinak listája                 | Amerikai Virgin-szigetek kormányzóinak listája                 | Amerikai Virgin-szigetek kormányzóinak listája                 |
| Independent Citizens Movement Demokrata Párt Republikánus Párt | Independent Citizens Movement Demokrata Párt Republikánus Párt | Independent Citizens Movement Demokrata Párt Republikánus Párt | Independent Citizens Movement Demokrata Párt Republikánus Párt | Independent Citizens Movement Demokrata Párt Republikánus Párt | Independent Citizens Movement Demokrata Párt Republikánus Párt |
| Nr.                                                            | Kép                                                            | Kormányzó                                                      | Hivatali idő kezdete                                           | Hivatali idő vége                                              | Párt                                                           |
| -------------------------------------------------------------- | -------------------------------------------------------------- | -------------------------------------------------------------- | -------------------------------------------------------------- | -------------------------------------------------------------- | -------------------------------------------------------------- |
| 1                                                              |                                                                | Melvin Herbert Evans                                           | 1969. július 1.                                                | 1975. január 6.                                                | 40x40px[halott link]                                           |
| 2                                                              |                                                                | Cyril Emmanuel King                                            | 1975. január 6.                                                | 1978. január 2.                                                |                                                                |
| 3                                                              |                                                                | Juan Francisco Luis                                            | 1978. január 2.                                                | 1987. január 2.                                                | [ 25 ]                                                         |
| 3                                                              | FÜGG                                                           | Juan Francisco Luis                                            | 1978. január 2.                                                | 1987. január 2.                                                |                                                                |
| 4                                                              |                                                                | Alexander Anthony Farrelly                                     | 1987. január 2.                                                | 1995. január 2.                                                | 40x40px[halott link]                                           |
| 5                                                              |                                                                | Roy Lester Schneider                                           | 1995. január 2.                                                | 1999. január 4.                                                | 40x40px[halott link]                                           |
| 6                                                              |                                                                | Charles Wesley Turnbull                                        | 1999. január 4.                                                | 2007. január 1.                                                | 40x40px[halott link]                                           |
| 7                                                              |                                                                | John de Jongh                                                  | 2007. január 1.                                                | 2015. január 5.                                                | 40x40px[halott link]                                           |
| 8                                                              |                                                                | Kenneth Mapp                                                   | 2015. január 5.                                                | 2019. január 7.                                                | FÜGG                                                           |
| 9                                                              |                                                                | Albert Bryan                                                   | 2019. január 7.                                                | hivatalban                                                     | 40x40px[halott link]                                           |